# 屏東縣立大同高級中學
屏東縣立大同高級中學，簡稱同中、屏東大同，是一所位於臺灣屏東縣屏東市的公立高級中學。男女合校，為屏東縣佔地最廣的學校。

## 簡介
以美術班最為聞名(特別是第二十一屆)，其中國中部美術班是“屏東縣術科應考生人數最高的學校”；國中部音樂班在全國學生音樂比賽是著名的常勝軍；高中部體育班在全中運也有優秀的表現。高中部1~5班為普通班、國際教育實驗班及雙語實驗班，6班和7班分別是體育班和美術班。國中部1~6班為普通班，7班、8班和9班分別是體育班，音樂班和美術班。

## 籌備
該校於1968年創校，由紀庚錚先生兼任籌備工作，收購校地3.6296公頃，為屏東縣中學面積最大的學校。

## 合建屏東藝術館
屏東中正藝術館為屏東大同高中和屏東縣政府共同資產。
民國57年以250萬元及0.925公頃土地，與屏東縣政府共同合建屏東中正藝術館。

## 沿革
- 1968年：成立屏東縣立大同國民中學
- 2001年：改制為屏東縣立大同高級中學

## 歷屆校長
| 歷任校長                                        |
| ----------------------------------------------- |
| 第一任 王緒文（1968年8月－1980年7月）           |
| 第二任 劉汝濤（1980年8月－1986年7月）           |
| 第三任 宋英芳（1986年8月－1990年7月）           |
| 第四任 邱連治（1990年8月－1996年7月）           |
| 第五任 黃國忠（1996年8月－2001年7月）           |
| 第六任 鄒春選（2001年8月－2008年7月）           |
| 第七任 郭文瑞（2008年8月－2009年7月）           |
| 第八任 洪玉燕（2009年8月－2014年7月）（已病逝） |
| 第九任 陳三慶（2014年8月－2018年7月）           |
| 第十任 王郁菁（2018年8月起－2024年7月）         |
| 第十一任 陳冠明（2024年8月起－）                |

## 建築
- 六藝樓
- 樂軒樓
- 格致樓
- 育樂大樓
- 同心樓
- 技擊館
- 活動中心
- 網球場
- 籃球場
- 游泳池
- 屏東藝術館

## 姊妹校
- 日本 廣島縣立世羅高等學校（日语：広島県立世羅高等学校）

## 外部連結
- 屏東縣立大同高級中學 （页面存档备份，存于）（繁體中文）

1. ↑  .   [2016-10-14]. （原始内容存档于2017-07-16）.